# Château du Rancy
Le château du Rancy est situé dans la commune de Bonneuil-sur-Marne dans le département du Val-de-Marne en France.

## Histoire

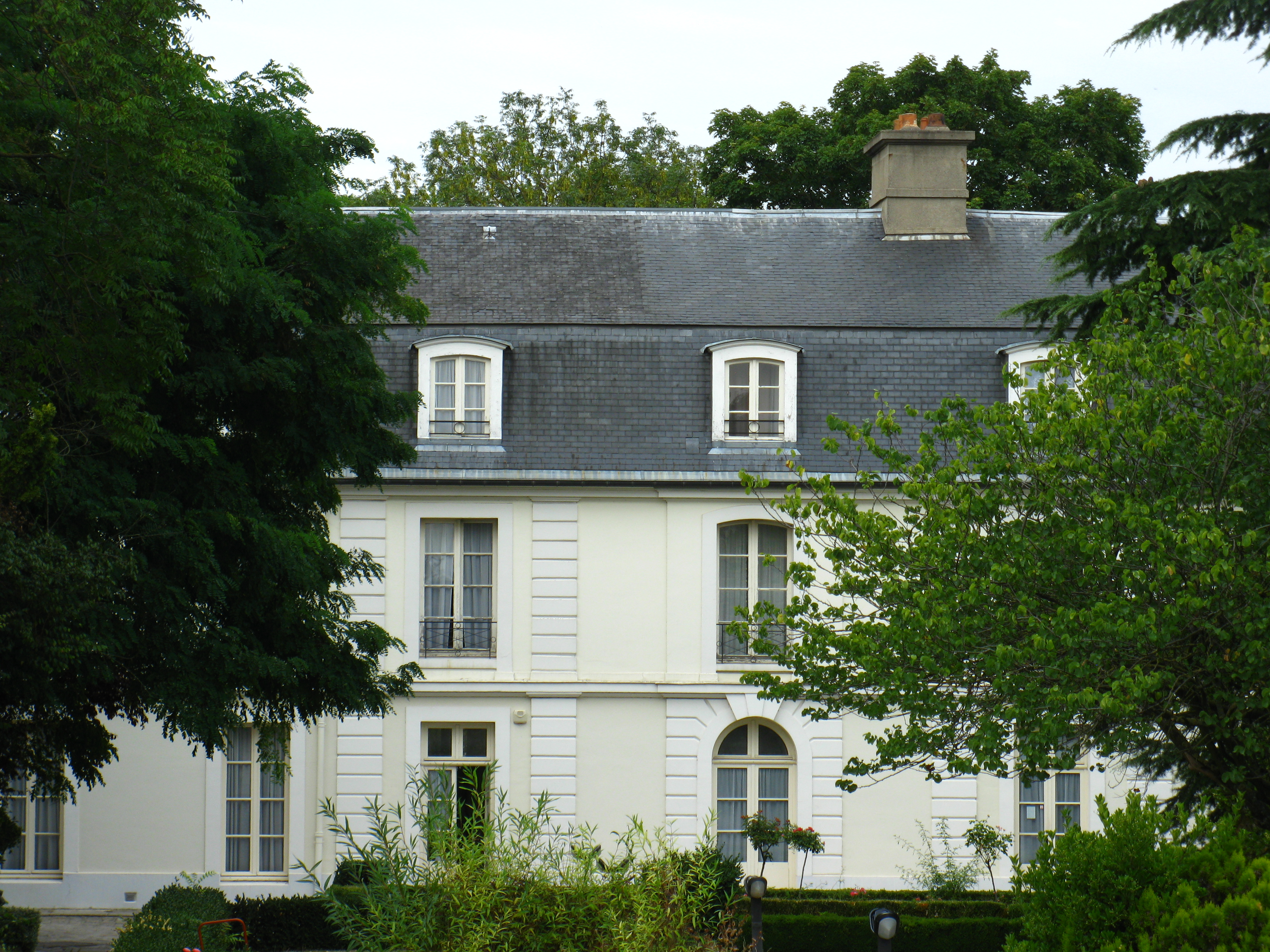
Façade du château du Rancy à Bonneuil-sur-Marne en 2012

Sur l'ancien fief du Rancy, le château et ferme actuels sont construits entre 1750 selon l'atlas Trudaine et 1770 selon la carte des chasses. Une aile en retour d'équerre et un portique central à ordre toscan sont ajoutés vers 1825, mais furent démolis depuis.
De la fin du XIXe siècle au milieu du XXe siècle, la demeure est laissée plus ou moins à l'abandon. En 1950, le ministère de l'Éducation nationale rachète le château pour le transformer en école, aujourd’hui l’École Régionale d’Enseignement Adapté (EREA). Le parc voisin installé sur une partie des anciens jardins du château du Rancy, appartient au Conseil départemental du Val-de-Marne,.
Le château est inscrit aux monuments historiques depuis 1993.

## Description

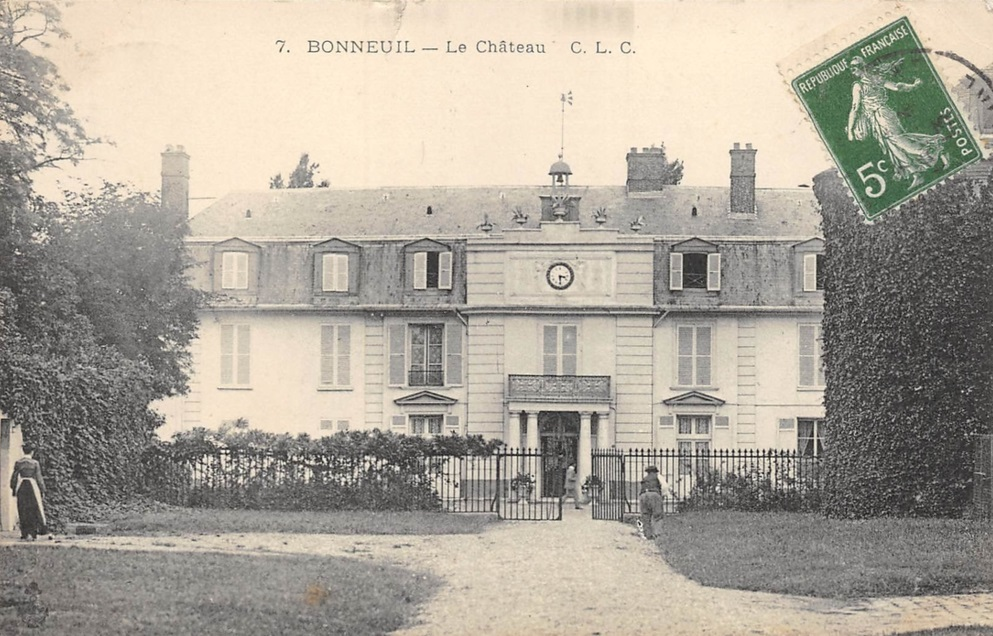
Le château du Rancy à Bonneuil-sur-Marne, circa 1900

D'après Léandre Vaillat, dans un article du journal Le Temps en 1935 : « Une allée de tilleuls conduit aux bâtiments d'époque Louis XV et premier Empire. De beaux communs du dix-septième siècle et un colombier entièrement habillé de lierre flanquent la cour d'honneur à gauche et à droite. On y accède depuis la rue par une grille de fer forgé, couronnée par le monogramme de Desbrières (Charles François Personne dit Personne-Desbrières beau-père du célèbre général Marbot). On a devant soi le motif principal du château, aux combles mansardés, à savoir un porche aux colonnes toscanes, elles soutiennent un balcon qui s'avance au-dessous d'un étage d'attique en manière de fronton rectangulaire, qu'ornent des renommés ailés et finement sculptées en bas-relief dans le plus pur style Borghese. Le colombier de la ferme contigüe a conservé ses alvéoles, sa charpente, son échelle mobile. En traversant le parc, on contourne le château dont la façade tournée vers le nord d'époque Louis XV contraste avec l'autre façade d'époque d'Empire. On dirait ici plutôt d'une maison bourgeoise que d'un château, bien massée en fond de paysage, assise sur des talus moussus et bosselés qui rejoignent par des pentes rapides et couvertes d'herbes le niveau inférieur. »

## Propriétaires successifs
- 1610 - Antoine de Bréhant.

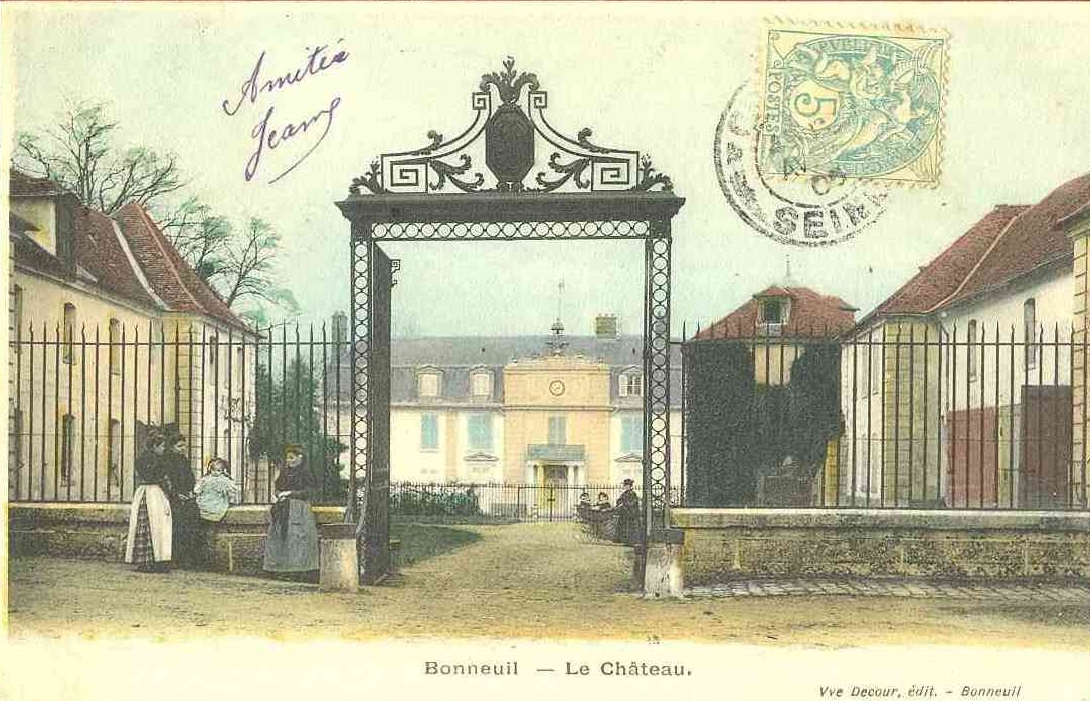
Grille du château du Rancy à Bonneuil-sur-Marne, circa 1900

- 1685 - Paul-Étienne Brunet, seigneur de Rancy et d'Évry-le-Château, secrétaire du roi, fermier général, maitre des requêtes[8],[9],[10],[11] décédé en 1717.
- 1788 - François-Pierre-Louis de la Motte-Baracé de Senonnes, marquis de Senonnes, guillotiné sous la Révolution en 1794.
- 1802 - Alexandre de La Motte-Baracé de Senonnes (1781-1840) et son frère Pierre-Vincent-Gatien de la Motte-Baracé de Senonnes (1779-1851) vendent le château la même année.
- 1802 - Charles François Personne dit Personne-Desbrières, maire de Bonneuil de 1822 à 1841, chevalier de l'Ordre national de la Légion d'honneur en 1831[12],[13],[14].
- puis par alliance, Jean-Baptiste Antoine Marcellin de Marbot, général d'empire, pair de France en 1845[15] époux de Angélique-Marie-Caroline Personne-Desbrières[13].
- 1854 - 1899, Famille de Marbot[13].
- 1905 - 1920, Albert Luc[16],[17].